# احمد فروتن راد
احمد فروتن راد (زادهٔ ۱۲۸۹ – درگذشتهٔ ۱۳۵۱) نوازندهٔ ویلن، آهنگساز، رهبر ارکستر و موسیقی‌دان اهل ایران بود.

## زندگی هنری
احمد فروتن راد در سال ۱۲۸۹ ه‍. خ، در تهران متولد شد. او تحصیلاتِ موسیقی خود را در هنرستان موسیقی و مدرسهٔ موسیقار سپری کرد. وی در زمان ریاست علینقی وزیری بر هنرستان عالی موسیقی، به‌عنوان هنرآموز هنرستان استخدام شد. در سال ۱۳۱۱، در کنار موسیقی‌دانانی نظیر: روح‌الله خالقی، جواد معروفی، علی‌محمد خادم میثاق و مهدی دفتری، در هیئت ارکستر بلدیه (شهرداری) حضور داشت. او در نوازندگی ویلن، مهارت بسیار داشت و گاهی در برنامه‌ها به تکنوازی می‌پرداخت.

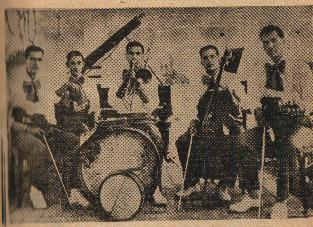
هیئت ارکستر بلدیه تهران در سال ۱۳۱۱ از راست: احمد فروتن راد، مهدی دفتری، علی‌محمد خادم میثاق، جواد معروفی و روح‌الله خالقی

وی در سال ۱۳۱۹ اُپرت «ستاره و فروغ» نوشتهٔ نظام وفا آرانی را آهنگسازی کرد که پارتیتور آن ۲ بار به چاپ رسید. در اسفند ۱۳۲۲، ارکستر انجمن موسیقی ملی توسط روح‌الله خالقی تشکیل شد که احمد فروتن راد از نخستین نوازندگان این ارکستر بود. وی در هنرستان موسیقی، ارکستری متشکل از زنانِ نوازنده تشکیل داد که خارج از هنرستان نیز کنسرت‌هایی به اجرا گذاشت. او با ارکسترهای رادیو نیز به عنوان نوازنده و سرپرست همکاری می‌کرد و سرپرستِ یکی از ارکسترهای ادارهٔ هنرهای زیبای کشور نیز بود. احمد فروتن راد غیر از تدریس در هنرستان موسیقی ملی، در زمینهٔ آهنگسازی نیز فعالیت داشت و آثار مکتوبی در موسیقی نظری تألیف کرد. کتاب آکوردشناسی یا دورهٔ تکمیلی تئوری موسیقی از جمله آثار او است. احمد فروتن راد، در سال ۱۳۵۱ در تهران درگذشت.
از جمله شاگردان او می‌توان به نام‌هایی نظیر: حسینعلی ملاح، جواد لشکری، حسن اعتمادی و ...اشاره نمود.

## تألیفات
- ترانه‌های جدید، با مقدمهٔ علینقی وزیری و روح‌الله خالقی (۱۳۱۶)[۳]
- جزوهٔ آهنگ‌های نمایشنامهٔ ستاره و فروغ (۱۳۲۳)[۳]
- آکوردشناسی یا دورهٔ تکمیلی تئوری موسیقی و مقدماتی چند برای آشنایی با آکوردها و شروع به آرمنی، به کوشش لطف‌الله مفخم‌پایان (چاپ اول ۱۳۲۸، چاپ دوم ۱۳۳۹)[۱۰][۱۱]
- گام‌های ایران (شور، همایون و چهارگاه) مطابق با قسمتی از برنامه هنرستان عالی موسیقی (۱۳۳۵)[۱۲]
- جان: یا، نیروی یگانه (۱۳۳۷)[۱۳]